# فندق دورشستر

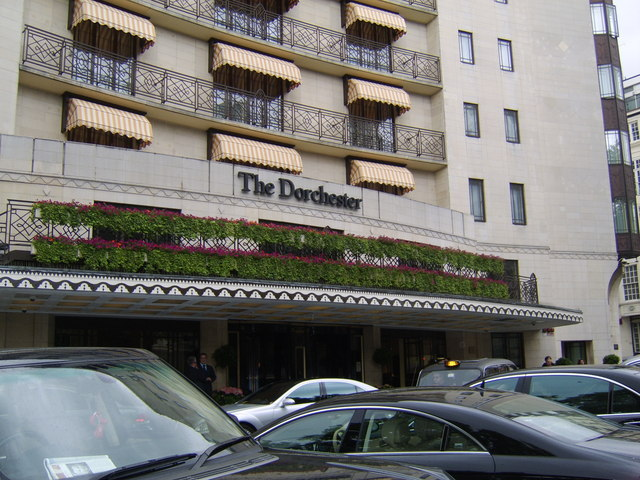
فندق الدورشستر.

فندق دورشستر هو فندق ذو خمس نجوم يقع عند شارع الـ بارك لين في لندن.
يقع في حي مي فير قرب الهايد بارك. يصل سعر الليلة فيه إلى 4000 جنيه إسترليني. يملك الفندق سلطان بروناي الحسن بلقية.